# 29244 Van Damme
29244 Van Damme este un asteroid din centura principală de asteroizi.

## Descriere
29244 Van Damme este un asteroid din centura principală de asteroizi. A fost descoperit pe 26 iulie 1992 la Observatorul La Silla de Eric Walter Elst. Asteroidul prezintă o orbită caracterizată de o semiaxă mare de 2,60 ua, o excentricitate de 0,16 și o înclinație de 13,2° în raport cu ecliptica.